# Of Mice and Men (téléfilm)
Pour les articles homonymes, voir Of Mice and Men et Des souris et des hommes (homonymie).
Pour plus de détails, voir Fiche technique et Distribution.
Of Mice and Men est un téléfilm dramatique américain réalisé par Ted Kotcheff et diffusé en 1968.
Le téléfilm fait partie des Theatre Nights d'American Broadcasting Company (ABC),.

## Fiche technique
- Titre original : Of Mice and Men
- Réalisation : Ted Kotcheff
- Scénario : John Hopkins, d'après le roman Des souris et des hommes de John Steinbeck
- Photographie :
- Montage :
- Musique :
- Costumes : Albert Wolsky
- Production :
- Pays de production : États-Unis
- Langue originale : anglais
- Format : couleur
- Genre : dramatique
- Durée : 120 minutes
- Dates de sortie : 
  - États-Unis : 31 janvier 1968

## Distribution
- George Segal : George
- Nicol Williamson : Lennie
- Dana Elcar : Carlson
- Will Geer : Candy
- Don Gordon : Curly
- Moses Gunn : Crooks
- James Hall :
- Joey Heatherton : Curly's Wife
- Donald Moffat : Slim
- John Randolph : Whit